# Zajats nad bezdnoj
Zajats nad bezdnoj (russisk: Заяц над бездной) er en russisk spillefilm fra 2006 af Tigran Keosayan.

## Medvirkende
- Bohdan Stupka som Leonid Brezjnev
- Sergej Gazarov som Gipsy baron
- Vladimir Ilin som Ivan Smirnov
- Jurij Stojanov som Semjon Grossu
- Vartan Darakchyan som Lautar